# Tarif Novogodnij
Tarif Novogodnij (russisk: Тариф «Новогодний») er en russisk spillefilm fra 2008 af Jevgenij Bedarev.

## Medvirkende
- Valerija Lanskaja som Alena
- Maksim Matvejev som Andrej
- Svetlana Sukhanova som Rita
- Jevgenij Slavskij som Vadim
- Boris Kortjevnikov som Pasjka